# アリア (1987年の映画)
『アリア』（Aria）は、1987年製作・公開のイギリスのオムニバス映画である。

## 概要
「アリア」とは、オペラ等の楽曲構成のなかで、叙情的な独唱を中心とした楽曲をいう。本作では、ヴェルディ、リュリ、コルンゴルト、ラモー、ワーグナー、プッチーニ、ギュスターヴ・シャルパンティエ、レオンカヴァッロの8人の作曲家の10のオペラ・アリアを題材に、当時の10人の監督がそれぞれ1つずつ、短篇映画に演出する、という企画である。しかし出来上がったものは、アリアという指定を無視して独自の抜粋で選曲したエピソードが数編ある。ちなみに、音源は当時のRCAが版権のものより選ぶことだったが、「アルミード」「ボレアド」はERATO音源のため、その後の音楽会社の統合、喪失、合併などで公開当時リリースされたサントラ盤は再リリースが困難である。
1987年5月7日から5月19日まで開かれた第40回カンヌ国際映画祭コンペティション部門の正式出品作として初上映された。同年9月15日には、第12回トロント国際映画祭でも正式上映された。

## 構成

### 『仮面舞踏会』Un ballo in maschera
- ジュゼッペ・ヴェルディ作曲：歌劇《仮面舞踏会》より抜粋
- 監督 : ニコラス・ローグ、撮影 : ハーヴィー・ハリソン、編集 : トニー・ローソン
- 出演 : テレサ・ラッセル

### 『運命の力』La Virgine degli angeli
- ヴェルディ作曲：歌劇《運命の力》より「天使の中の聖処女」
- 監督 : チャールズ・スターリッジ、撮影 : ゲイル・タタソール、編集 : マシュー・ロングフェロー
- 出演 : ニコラ・スウェイン、ジャクソン・カイル

### 『アルミードとルノー』Armide
- ジャン＝バティスト・リュリ作曲：叙情悲劇『アルミード』より抜粋
- 監督・編集 : ジャン＝リュック・ゴダール、撮影 : カロリーヌ・シャンプティエ
- 出演 : マリオン・ピーターソン、ヴァレリー・アラン、ボディビルダーたち

### 『リゴレット』Rigoletto
- ジュゼッペ・ヴェルディ作曲：歌劇《リゴレット》より抜粋
- 監督 : ジュリアン・テンプル、撮影 : オリヴァー・ステイプルトン、編集 : ネイル・アブラムソン
- 出演 : バック・ヘンリー、ベヴァリー・ダンジェロ、アニタ・モリス

### 『死の都』Die tote Stadt
- エーリヒ・ヴォルフガング・コルンゴルト作曲：歌劇《死の都》よりマリエッタの唄「私に残された幸せは」
- 監督 : ブルース・ベレスフォード、撮影 : ダンテ・スピノッティ、編集 : マリー・テレーズ・ボワシュ、美術 : アンドリュー・マッカルパイン
- 出演 : エリザベス・ハーレイ、ピーター・バーチ

### 『アバリス』Les Boréades
- ジャン＝フィリップ・ラモー作曲：歌劇《レ・ボレアド》より抜粋
- 監督・編集 : ロバート・アルトマン、撮影 : ピエール・ミニョー、美術 : スティーヴン・アルトマン
- 出演 : ジュリー・ハガティ、ジュヌヴィエーヴ・パージュ、サンドリーヌ・デュマ、クリス・カンピオン、ベルニー・ボンヴォワザン、フィリピーヌ・ルロワ＝ボリュー

### 『愛の死』Liebestod
- リヒャルト・ワーグナー作曲：楽劇《トリスタンとイゾルデ》より「愛の死」
- 監督 : フランク・ロッダム、撮影 : フレデリック・エルムズ、編集 : リック・エルグッド、美術 : マシュー・C・ジェイコブズ
- 出演 : ブリジット・フォンダ、ジェイムズ・メイザーズ

### 『トゥーランドット』Nessun dorma
- ジャコモ・プッチーニ作曲：歌劇《トゥーランドット》より「誰も寝てはならぬ」
- 監督 : ケン・ラッセル、撮影 : ガブリエル・ベリスタイン、編集 : マイケル・ブラッドセル
- 出演 : リンジー・ドリュー、アンドレアス・ヴィスニェフスキ

### 『ルイーズ』Depuis le jour
- ギュスターヴ・シャルパンティエ作曲：歌劇《ルイーズ》より「その日から」
- 監督 : デレク・ジャーマン、撮影 : マイク・サウソン、編集 : ピーター・カートライト、アンガス・クック
- 出演 : ティルダ・スウィントン、スペンサー・リー

### 『道化師』Pagliacci
- ルッジェーロ・レオンカヴァッロ作曲：歌劇《道化師》より「衣装を着けろ」
- 監督 : ビル・ブライドン、撮影 : ガブリエル・ベリスタイン、編集：マリー・テレーズ・ボワシュ
- 出演：ジョン・ハート、ソフィー・ウォード